# Cesare Cattaneo (calciatore)
Cesare Cattaneo (Verano Brianza, 10 agosto 1951) è un allenatore di calcio ed ex calciatore italiano, di ruolo stopper.

## Carriera

Cattaneo (a sinistra) all'Udinese nel 1983, alle prese col pisano Berggreen.

Cresciuto nel vivaio del Milan, Cattaneo esordì in Serie A con la maglia rossonera nell'edizione 1969-1970, ma non si trattò di un debutto positivo. L'allenatore Nereo Rocco si trovò alla vigilia della classica contro la Juventus in piena emergenza difensiva, per le assenze di Schnellinger e Malatrasi, e dovette giocoforza utilizzare per mancanza di alternative il giovane Cattaneo in marcatura su Anastasi: questi ebbe buon gioco nell'approfittare dell'inesperienza del suo imberbe avversario, segnando due delle tre reti che costarono la sconfitta ai milanesi.
A seguito della disfatta, Cattaneo tornò stabilmente tra le riserve e non giocò più, finché nel novembre 1971 venne ceduto a titolo definitivo al Taranto. Iniziò così una lunga trafila in Serie B tra Como, Verona, Ternana e Novara; quest'ultima esperienza rilanciò lo stopper brianzolo proponendolo tra i difensori più redditizi della seconda divisione, malgrado un serio infortunio che lo bloccò per diversi mesi.
Divenuto nel frattempo un arcigno stopper, Cattaneo riapprodò nella massima serie nel 1978 militando nell'Avellino. Con la squadra irpina disputò quattro stagioni, le migliori della sua carriera, formando assieme al libero Di Somma una coppia di difensori centrali tutto cuore, muscoli e grinta, ancora oggi ricordata con affetto dai tifosi avellinesi.
Terminata l'esperienza al Sud Italia, Cattaneo si trasferì al Nord, nell'Udinese, dove trascorse altri quattro anni. Anche a Udine Cattaneo divenne ben presto un beniamino dei tifosi, per la sua generosità in campo e fuori oltrché per l'attaccamento alla maglia. Veniva soprannominarono Cesarone o "L'Armaròn" (in Friulano significa "Il Grande Armadio") per la sua mole. Ebbe l'opportunità di essere compagno di squadra di Zico.
Dopo Udine, Cattaneo scese in Serie C1 nel Varese per poi tornare in B nel L.R. Vicenza dove concluse la carriera.
Ha totalizzato complessivamente 187 presenze e 6 reti in Serie A e 220 presenze e 9 reti in Serie B. Ha inoltre all'attivo due promozioni in A, col Verona nella stagione 1974-1975 e con l'Avellino nella stagione 1977-1978.

## Palmarès
- Coppa Intercontinentale: 1

Milan: 1969